# TARGET frontier
TARGET frontier（ターゲットフロンティア）は、久根崎透（ハンドルネームは「BLITZ」）作の競馬データベースソフト。2010年現在はJRA-VAN Data Lab.対応版の「TARGET frontier JV」が提供されている。

## 概要
元々は1992年にJRA-VANがサービスを開始したのに伴い、1995年にPC-9800シリーズのMS-DOS上で動作する自由ソフトウェアとして作られた「TARGET」が前身。
1997年に現在のソフトの直接の前身となるWindows版の「TARGET frontier」が公開され、JRA-VANの提供データ拡充に伴う形でバージョンアップを重ねた。2004年にJRA-VAN Data Lab.がサービスを開始したことに伴い、同サービス対応のソフトとして「TARGET frontier JV」を公開し現在に至っている。1998年に一時シェアウェア化されたこともあるが、現在は再び自由ソフトウェアに戻っている。
MS-DOS版の公開当初から競馬雑誌『競馬最強の法則』（KKベストセラーズ）などで大々的に取り上げられており（同誌では2010年現在も、本ソフトを利用して算出された「TARGET指数」を連載している）、JRA-VANが毎月公開しているソフト利用者ランキングではここ数年ずっと1位をキープするほどの人気を誇っている。またグリーンチャンネル『明日のレース分析』『明日の勝ち馬検討社』といったテレビ番組でも、過去のレースデータ分析等で本ソフトが使われている。